# Castello di Magliano Nuovo
Il castello di Magliano Nuovo è una fortificazione della Campania, in provincia di Salerno, posto nell'omonima frazione del comune di Magliano Vetere. La sua fondazione risalirebbe all'epoca dei Goti, ma ha ricevuto molte modifiche nel tempo, soprattutto dagli Angioini.

## Storia

### Dal VI al XIX secolo
Durante la funesta Guerra Greco-Gotica (VI sec.), i Goti, i quali erano interessati al valico strategico della Preta Perciata, edificarono un castello su di un monte. Già in epoca romana era probabilmente sede di un insediamento (assieme ad un abitato gemello sul vicino Monte Ceglie).
Successivamente furono i monaci basiliani ad insediarsi nell'area, realizzando il loro convento, la chiesa di San Nicola, e le cappelle rupestri di Capizzo e Magliano Vetere.
Sul territorio si susseguirono le dominazioni dei Bizantini e poi dei Longobardi, sotto i quali Magliano fu sede dell'omonima contea. I Longobardi infatti furono anch'essi interessati al valico, e di questa fase ne sopravvive la porta d'accesso, il gafio.
I Normanni resero Magliano uno stato all'interno della baronia di Novi, e aggiunsero alla cinta muraria ostrogota due torri, dalla forma quadrata.
Il castello non fu poi interessato dai restauri perpetrati dall'amministrazione di Federico II (contrariamente a come avvenne a molti altri del meridione) poiché i lavori furono già realizzati dalla popolazione stessa.
Il territorio passò poi al dominio degli Angioini, che aggiunsero ulteriori cinque torri (dalla forma rotonda).
Dopo gli scontri con gli Aragonesi, fu in seguito posseduto prima dalla famiglia Sanseverino, poi dai Carafa, infine tornò nelle mani dei Pasca, che già lo detenevano sotto i Normanni. Inizialmente infatti gli fu sottratto dagli Svevi per aver partecipato alla congiura dei baroni, ma gli Angioini glielo restituirono e lo possedettero fino all'eversione della feudalità, col barone Nicola.

### Attualmente
La struttura originaria del castello è stata modificata per costruire delle case, ma ne rimane ancora gran parte. È possibile visitare il "gafio longobardo".

## Struttura

### Cinta muraria

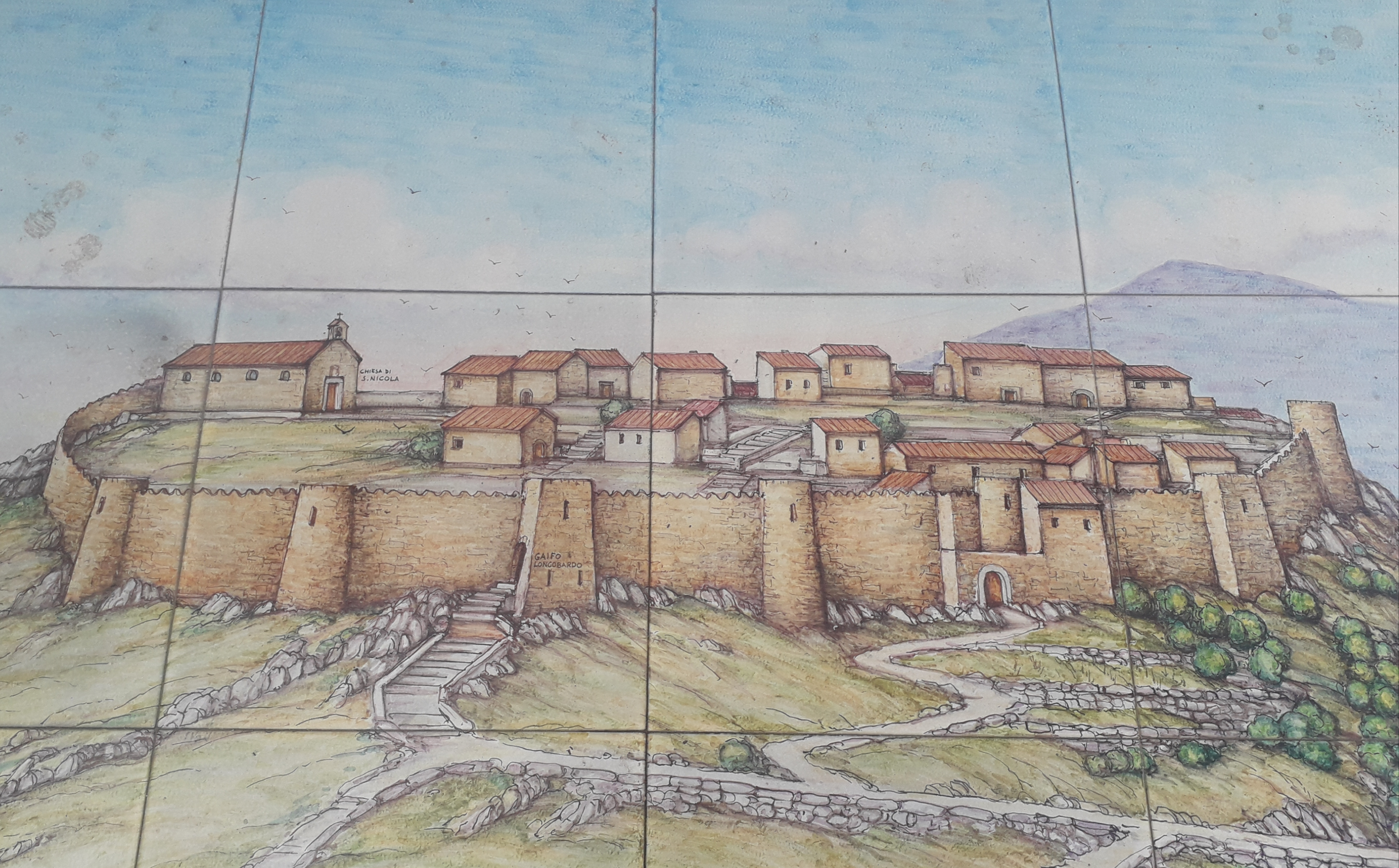
Dipinto posto nella piazza principale del paese che mostra il suo aspetto completo originario

Della cinta muraria è rimasto molto: la maggior parte di essa si trova vicino alle torri rimanenti, altre parti sono state distrutte per costruire case e strade.

### Torri
Delle sette torri originali,  di cui cinque angioine e due normanne, ne sono rimaste solo tre totalmente intatte (angioine). Delle quattro non più integre, la più completa è una torre normanna, in origine la più alta. Riguardo a questa non è chiaro se la parte superiore sia stata demolita recentemente o già nel tardo medioevo, come era consono per via delle mutate necessità belliche (in particolare per via delle artiglierie, che rendevano pericolose le torri più alte). Delle altre tre le condizioni sono peggiori: una torre normanna non è più visibile, questa in passato sovrastava il "gafio longobardo", la porta d'accesso al paese (visitabile ed utilizzata tutt'oggi). Di una torre angioina rimane solo una minima parte appena visibile, adiacente ad un edificio nella piazza di San Nicola. Di un'ulteriore torre angioina si è persa traccia, e ad oggi non ne rimane nulla.

### Porte
Il gafio longobardo, l'antica porta d'accesso al paese, è senz'altro la parte meglio conservata (assieme alle torri angioine).
Vi sono ulteriori "porte", utilizzate in passato come accesso agli ambienti del castello sfruttati come dimora dalle antiche famiglie possidenti, ed altre che davano accesso alle torri e alle postazioni dei soldati. Ad oggi molte di queste conducono ad abitazioni o sono utilizzate come depositi; una in particolare conduce ad un giardino, privato, anch'esso appartenuto alle famiglie nobili.